# 266.ª Divisão de Infantaria (Alemanha)
A 266ª Divisão de Infantaria (em alemão:266. Infanterie-Division) foi uma unidade militar que serviu no Exército alemão durante a Segunda Guerra Mundial.

## Comandantes
| Comandante                 | Data                                     |
| -------------------------- | ---------------------------------------- |
| Generalleutnant Karl Spang | 1 de junho de 1943 - 8 de agosto de 1944 |

## Oficiais de operações
| Oberstleutnant Albert Emmerich | 10 de junho de 1943-25 de outubro de 1943 |
| Major Karl-Ludwig Reuschhause  | 25 de outubro de 1943-25 de junho de 1944 |
| Oberstleutnant Hans Möller     | 25 de junho de 1944-agosto de 1944        |
| Major Taubrich                 | 1944                                      |

## Área de operações
| Alemanha | junho de 1943 - julho de 1943  |
| França   | julho de 1943 - agosto de 1944 |